# William Trench (3e comte de Clancarty)
William Thomas Le Poer Trench, 3e comte de Clancarty, 2e marquis de Heusden (21 septembre 1803 - 26 avril 1872), titré vicomte Dunlo entre 1805 et 1837, est un pair irlandais, ainsi qu'un noble de la noblesse néerlandaise. 

## Biographie
Trench est né à Castleton, dans le comté de Kildare, en Irlande, fils de Richard Trench (2e comte de Clancarty) et d'Henrietta Margaret Staples. Il fait ses études au St John's College de Cambridge.
Le 8 septembre 1832, il épouse Sarah Juliana Butler. Ils ont six enfants.
- Richard Somerset Le Poer Trench, 4e comte de Clancarty (13 janvier 1834 - 29 mai 1891) épouse Adeliza Georgiana Hervey
- Frederick Le Poer Trench (10 février 1835 - 17 décembre 1913) marié (1) Harriet Mary Trench (2) Catherine Simpson
- William Le Poer Trench (17 juin 1837 – 16 septembre 1920) épouse Harriet Maria Georgina Martins
- Anne Le Poer Trench (1839 - 12 mars 1924) épouse Frederic Sydney Charles Trench
- Power Henry Le Poer Trench (11 mai 1841 – 30 avril 1899)
- Sarah Emily Grace Le Poer Trench (6 décembre 1843 - 2 août 1875) épouse John Melville Hatchell.